# Кейн (окръг, Илинойс)
Вижте пояснителната страница за други значения на Кейн.
Окръг Кейн (на английски: Kane County) е окръг в щата Илинойс, Съединени американски щати. Площта му е 1357 km², а населението - 404 119 души (2000). Административен център е град Дженива.